# チャンヘ
チャンヘ（1993年10月11日 - ）は、日本の俳優。身長185cm。A型。

## 人物
神奈川県出身。日本語、韓国語、英語を使える在日コリアン。趣味は音楽、韓国料理、サイクリング、トレーニング。

## 出演作品

### 舞台
- 「僕のヒーローアカデミア」The "Ultra" Stage - ベストジーニスト 役
  - 「僕のヒーローアカデミア」The “Ultra” Stage 本物の英雄（ヒーロー）（2020年3月6日 - 4月5日、品川プリンスホテル ステラボール / 梅田芸術劇場 シアター・ドラマシティ） [2]
- リビングルームミュージカル配信版『La La La LOVE SONGS』（2020年10月19日、eplus Living Room CAFE&DINING[3]
- ミュージカル『新テニスの王子様』（2020年 - ） - 中河内外道 役
  - The First Stage（2020年12月12日 - 2月14日、日本青年館 他）[4][5]
  - Revolution Live 2022（2022年10月6日 - 10日、幕張メッセ 幕張イベントホール）[6]
- リビングルームミュージカル vol.15  ハッピーウイルス最･前･線 ゆうきとすてきな仲間たち♪春のハッピー歌合戦♪（2021年4月6日、eplus Living Room CAFE&DINING）- ゲスト出演[7]
- 舞台「鬼滅の刃」 - 悲鳴嶼行冥 役[8]
  - 其ノ弍 絆（2021年8月7日 - 31日、天王洲 銀河劇場 他）
  - 其ノ参 無限夢列車（2022年）- ※映像出演[9]
- 本格ミステリー歌劇『46番目の密室』（2023年10月15日 - 22日、KAAT神奈川芸術劇場 ホール） - 杉井陽二 役[10]
- ミュージカル『RENT』スティーブ役 (2023年3月8日 - 4月13日、シアタークリエ 他)
- Homecoming Party『START』（2024年3月24日、品川プリンスホテル クラブeX）[11]
- 『ROCK MUSICAL BLEACH』 - 茶渡泰虎 役
  - 〜Arrancar the Beginning〜（2024年5月12日 - 26日、天王洲 銀河劇場 / 5月31日 - 6月2日、COOL JAPAN PARK OSAKA WWホール）[12]
  - 〜Arrancar the Final〜（2025年2月8日 - 24日、天王洲 銀河劇場 / 3月1日 - 9日、COOL JAPAN PARK OSAKA WWホール）[13]
- 舞台『魔法使いの約束』エチュードシリーズ Part2（2024年11月30日 - 12月8日、天王洲 銀河劇場 / 12月14日 - 22日、SkyシアターMBS） - コリン 役[14]
- 舞台『呪術廻戦』-懐玉・玉折-（2025年8月22日 - 31日〈予定〉、天王洲 銀河劇場 / 9月5日 - 7日〈予定〉、SkyシアターMBS） - 孔時雨 役[15]

### ネット配信
- ライブストリーミング演劇『バックステージオンファイア』（2022年12月25日、Streaming+）[16]

### コンサート
- ジーザス・クライスト＝スーパースター in コンサート(2019年10月11日 - 14日、東急シアターオーブ)　アンサンブル[17]
- 「東京ディズニーリゾート40周年“ドリームゴーラウンド”イン・コンサート」 シンガー (2023年5月3日 - 2024年1月7日　東京国際フォーラム ホールA 他)

### 雑誌
- ジャンプSQ.2021年5月特大号（2021年4月2日発売）